# Blocul Electoral Patriotic
Blocul Electoral Patriotic (BEP), oficial denumit Blocul Electoral Patriotic al Socialiștilor, Comuniștilor, Inima și Viitorul Moldovei, este o alianță electorală de stânga din Republica Moldova, înființată pentru a participa la alegerile parlamentare din 2025.

## Istorie
Pe 4 iunie 2025, a fost formată Platforma „Pentru Moldova”, cu scopul de a uni partidele de opoziție, și ulterior a primit sprijin din partea Partidului Socialiștilor, Partidului Comuniștilor și Partidului Viitorul Moldovei. Pe 4 iulie 2025, Igor Dodon a anunțat negocieri pentru un bloc de stânga. Vladimir Voronin a confirmat ulterior că blocul va include PSRM, PCRM, Partidul Inima Moldovei și Partidul Viitorul Moldovei. Pe 22 iulie, liderii celor patru partide au anunțat un bloc electoral. PCRM a amenințat că se va retrage din negocieri după ce, potrivit unor surse, a cerut locurile 1 și 4 pe lista comună.
Un sondaj efectuat de IMAS în iunie 2025 a arătat că un potențial bloc de stânga compus din 4 partide ar obține 34,8%, mai mult decât partidul de la guvernare, Partidul Acțiune și Solidaritate (PAS) care era creditat la 30%.
Blocul a fost înregistrat de către Partidul Socialiștilor din Republica Moldova, Partidul Inima Moldovei și Partidul Viitorul Moldovei pe 3 august 2025. Partidul Comuniștilor din Republica Moldova de asemenea a cerut să-i se permită aderarea la bloc, și a fost admis pe 5 august. Comuniștii au propus redenumirea alianței ca urmare a aderării lor.

## Compoziție
| Partid | Partid | Partid                                       | Abreviere | Ideologie                                  | Lider            | Membru din    |
| ------ | ------ | -------------------------------------------- | --------- | ------------------------------------------ | ---------------- | ------------- |
|        |        | Partidul Socialiștilor din Republica Moldova | PSRM      | Socialism democratic Conservatorism social | Igor Dodon       | 3 august 2025 |
|        |        | Partidul Comuniștilor din Republica Moldova  | PCRM      | Marxism-leninism Conservatorism social     | Vladimir Voronin | 5 august 2025 |
|        |        | Partidul Republican Inima Moldovei           | PRIM      | Social democrație Conservatorism           | Irina Vlah       | 3 august 2025 |
|        |        | Partidul Viitorul Moldovei                   | PVM       | Populism de stânga Naționalism de stânga   | Vasile Tarlev    | 3 august 2025 |